# Сициано
Сициа̀но (на италиански: Siziano, на местен диалект: Sisian, Сисиан) е градче и община в Северна Италия, провинция Павия, регион Ломбардия. Разположено е на 93 m надморска височина. Населението на общината е 5911 души (към 2011 г.).